# Jorge Alberto Lara Rivera
Jorge Alberto Lara Rivera (Ciudad de México, 31 de diciembre de 1966-22 de julio de 2024) fue un abogado, internacionalista y político mexicano.

## Biografía
Licenciado en Derecho por la Facultad de Derecho de la Universidad Nacional Autónoma de México y licenciado en Relaciones Internacionales por la Facultad de Ciencias Políticas y Sociales de la UNAM. 
Fue elegido diputado federal a la LVIII Legislatura de 2000 a 2003, por el XXX Distrito Electoral Federal del Distrito Federal. En ese lapso presidió la Comisión del Distrito Federal.
De 2003 a 2006 fungió como diputado a la Asamblea Legislativa del Distrito Federal, presidiendo la Comisión de Asuntos Político-Electorales y fue vicecoordinador del grupo parlamentario del Partido Acción Nacional.
Ha sido director general de Delegaciones de la zona Centro-Occidente de la CONDUSEF
Subprocurador Jurídico y de Asuntos Internacionales de la Procuraduría General de la República. 
Comisionado para el Desarrollo Político en la Secretaría de Gobernación.